# Project Hospital
Project Hospital je budovatelská strategie z roku 2018. Vytvořilo ji české studio Oxymoron Games. Hra vychází z reálného nemocničního prostředí a vyznačuje se vyšší mírou realističnosti.

## Hratelnost
Hráč se ujímá budování nemocnice. Cílem je zajistit, aby nemocnice v pořádku fungovala, měla co nejlepší vybavení a pacienti byli spokojeni. Z počátku má hráč pouze malou kliniku, která se však postupně rozrůstá a obsluhuje čím dál více pacientů. Hráč také může u každého pacienta rozhodovat o diagnóze, vyšetřeních i léčbě. Hra obsahuje více než 100 diagnóz.

## Herní rozšíření
- Doctor mode – toto herní rozšíření (DLC) bylo představeno 26. listopadu 2019 a umožňuje hráči ovládat postavu lékaře.
- Hospital services – přidává do hry lékárnu, jídelnu a administrativní části nemocnice. Zveřejněno 24. dubna 2020.
- Department of Infectious Diseases – díky tomuto DLC se ve hře objeví epidemie, pandemie, a hráč bude mít za úkol je za pomoci speciálních herních postupů zvládnout. K dispozici je od 18. srpna 2020.
- Traumatology Department – díky tomuto DLC je herní obsah rozšířen o helikoptéry, urgentní příjem a traumatická poranění. Bylo zveřejněno v říjnu roku 2020.